# تپانچه آتش‌سریع ۲۵ متر

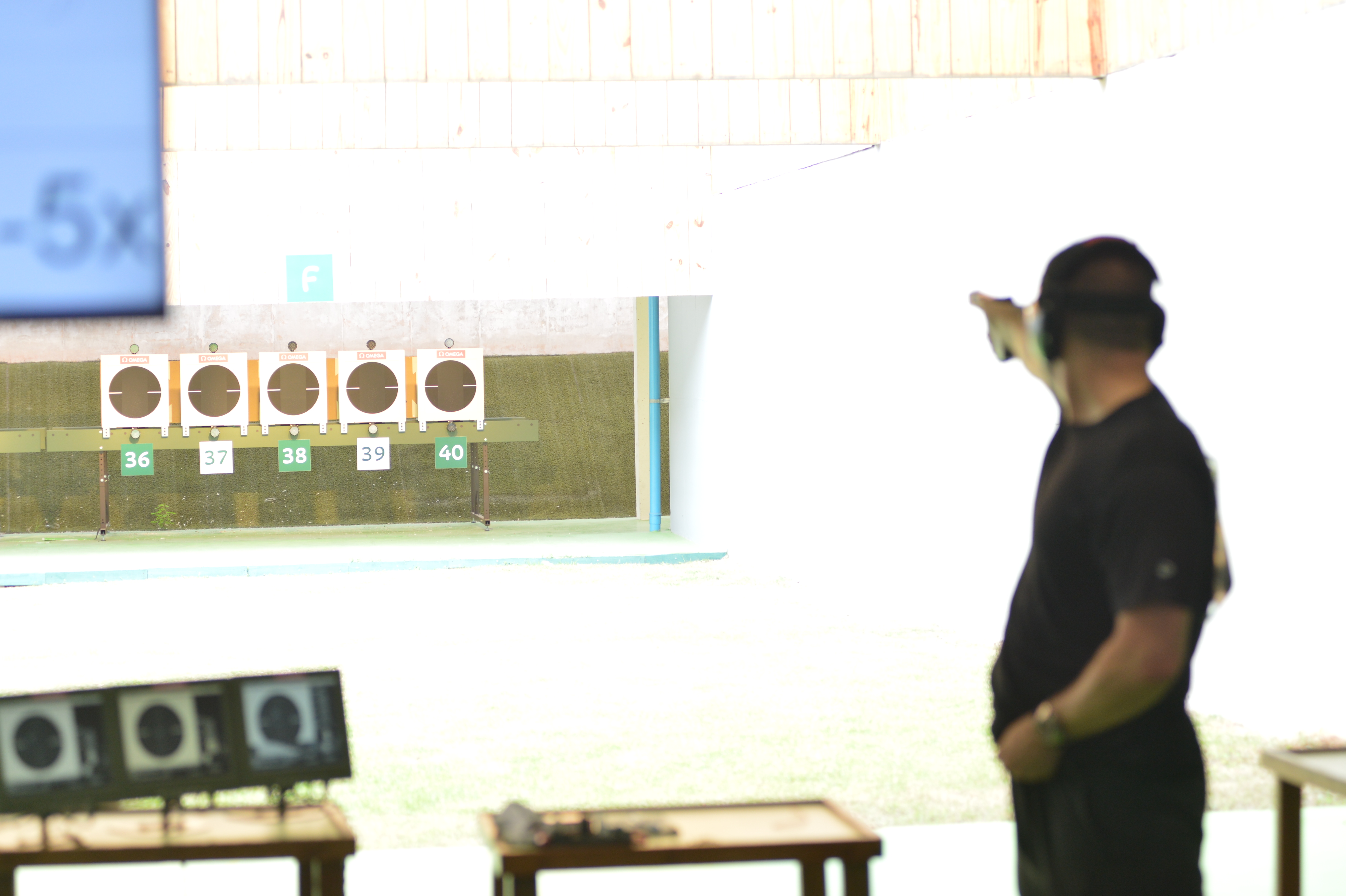
نمایی از مسابقهٔ تپانچه آتش سریع ۲۵ متر در المپیک ۲۰۱۶ ریو - آگوست ۲۰۱۶

تپانچه آتش سریع ۲۵ متر عنوان یکی از رشته‌های ورزشی المپیکی ورزش تیراندازی است که توسط فدراسیون جهانی تیراندازی (ISSF) برگزار می‌شود. در این رشته از گلوله‌های کالیبر ۵٫۶ میلیمتر یا ۰٫۲۲ اینچ در فاصله ۲۵ متر از هدف استفاده می‌شود. این رشته تنها در گروه مردان انجام می‌شود.
در استفاده از تپانچه محدودیت‌هایی وجود دارد. باید در حالت ایستاده بدون تکیه‌گاه و تنها با یک دست نگه داشته شود. تیرانداز باید پیش از فرمان، در حالت آماده باشد، یعنی دست به سلاح و با زاویه حداکثر ۴۵ درجه نسبت به بدن. برای شلیکها دستوری صادر می‌شود و تیراندازان باید در زمان مورد نظر شلیک خود را انجام دهند.
مهمترین رقابتهای این رشته، بازی‌های المپیک هر چهار سال یک بار و رقابتهای جهانی تیراندازی هر چهار سال یک بار می‌باشند. همچنین جام جهانی تیراندازی، جامهای قاره‌ای، رقابت‌های بین‌المللی و ملی برگزار می‌شود. در سطوح بالا، از هدف‌های الکترونیکی دقیق به جای اهداف کاغذی قدیمی استفاده می‌شود.

## فاصله و هدف
فاصله از تراز کف در خط آتش (محل استقرار تیرانداز) تا مرکز هدف باید ۱۴۰۰±۱۰۰ میلی‌متر باشد. مسابقات باید در فضای باز انجام شود و نور کافی نیز در اختیار باشد. فاصله خط آتش تا هدف، ۲۵ متر است.
هدف، در حالت سنتی از یک کاغذ کم‌رنگ به ابعاد ۵۵×۵۵ سانتی‌متر ساخته می‌شود و محدوده امتیازهای ۵ تا ۱۰ به رنگ سیاه چاپ می‌شود. دایره‌های امتیاز به صورت متحدالمرکز با ضخامت ۰٫۵ تا ۱ میلی‌متر، از ۱۰ تا ۵ چاپ می‌شوند. مقدار امتیازهای ۵ تا ۹ به صورت افقی در خط عمودی روی هدف نشان داده می‌شود. همچنین یک دایره اضافی، درون دایره ۱۰ چاپ می‌شود که نمره اضافی ندارد، ولی در رده‌بندی برای شرایطی که امتیاز دو یا چند نفر برابر باشد، به کار می‌رود. قطر دایره امتیاز ۱۰، ۱۰۰ میلی‌متر است. برای سایر امتیازها، قطر دایره مربوطه ۸۰ میلی‌متر از دایره قبلی بزرگتر است. (برای نمونه، قطر دایره امتیاز ۵ برابر ۵۰۰ میلی‌متر است) همچنین قطر دایره داخلی ۱۰، ۵۰ میلی‌متر می‌باشد. برای بهبود دید تیرانداز، به جای امتیازهای روی خط افقی، دو خط در سمت راست و چپ مرکز هدف به طول ۱۲۵ میلی‌متر و ضخامت ۵ میلی‌متر چاپ می‌شود. با توجه به این که باید پنج شلیک در فاصله بسیار کوتاه (کمتر از ۱۰ ثانیه) انجام شود، پنج هدف در کنار یکدیگر قرار داده می‌شود و در هر هدف، یک شلیک انجام می‌شود. فاصله مرکز به مرکز هدف‌ها، ۷۵ سانتی‌متر است.
در سال‌های اخیر در بسیاری از مسابقات، به جای هدف کاغذی از هدف الکترونیکی استفاده می‌شود. هدف کاغذی باید پس از تعداد معینی شلیک، تعویض شود و امتیاز آن پس از تحویل به داور، محاسبه و ثبت می‌شود. در حالی‌که در هدف الکترونیکی، نیازی به تعویض هدف وجود ندارد و امتیاز هر شلیک، به سرعت روی نمایشگر ثبت می‌شود و در اختیار تیرانداز و داور، قرار می‌گیرد.

## تجهیزات
کالیبر گلوله مورد استفاده، ۵٫۶ میلی‌متر است و وزن آن نباید کمتر از ۳۹ گرم باشد. حداقل وزن ماشه ۱۰۰۰ گرم و حداکثر وزن سلاح باید ۱٫۴ کیلوگرم باشد. ابعاد تپانچه باید به گونه‌ای باشد که در جعبه‌ای با ابعاد ۳۰×۱۵×۵ سانتی‌متر جا شود.
در مسابقات تپانچه (برخلاف تفنگ)، استفاده از تجهیزات تثبیت‌کننده بدن (از جمله دستکش و کفش ساقدار) ممنوع است. از سوی فدراسیون جهانی، توصیه می‌شود که گوش‌ها پوشانده‌شود تا صدای ناهنجار ناشی از شلیک، موجب برهم خوردن تمرکز تیرانداز نشود. همچنین تیرانداز می‌تواند برای بهبود دید خود، یک پوشش با عرض حداکثر ۳ سانتی‌متر جلوی چشمی که با آن نشانه‌گیری نمی‌کند، قرار دهد.

## نحوه برگزاری
مسابقه در دو مرحله مقدماتی و نهایی برگزار می‌شود.

### مرحله مقدماتی
در این مرحله، هر تیرانداز باید ۶۰ شلیک انجام دهد که به دو بخش ۳۰تایی تقسیم می‌شود. هر بخش (stage)، شامل ۶ سری ۵تایی است:
- دو سری ۵تایی، هر سری در مدت ۸ ثانیه
- دو سری ۵تایی هر سری در مدت ۶ ثانیه
- دو سری ۵تایی، هر سری در مدت ۴ ثانیه

پیش از انجام هر بخش، هر تیرانداز می‌تواند یک سری ۸ ثانیه‌ای شلیک به عنوان آماده‌سازی انجام دهد.
برای هر سری، نخست داور عنوان آن (مثلاً سری ۸ ثانیه‌ای) را اعلام می‌کند. سپس تیرانداز، با دستور داور، سلاح خود را با ۵ گلوله پر می‌کند. با دستور توجه، لبه هدف‌ها نمایان می‌شوند یا چراغ‌های قرمز روشن می‌شوند. پس از ۷ ثانیه، چراغ سبز روشن می‌شود یا هدف‌ها روبروی تیرانداز قرار می‌گیرند و تیرانداز باید در زمان مشخص شده، به هر یک از هدف‌ها یک گلوله شلیک کند.

### مرحله نهایی
در پایان مرحله مقدماتی، ۶ نفری که بالاترین امتیاز را کسب کنند، برای مرحله نهایی انتخاب می‌شوند. طبق قوانین جدید که از ابتدای سال ۲۰۱۳ (میلادی) اجرا می‌شود، در مرحله نهایی، پس از آماده‌سازی و قلق که شامل یک سری ۵تایی در مدت ۴ ثانیه است؛ نخست همه تیراندازان، یک به یک، سه سری پنج‌تایی شلیک (هر سری در مدت ۴ ثانیه) انجام می‌دهند. پس از آن، شلیک‌ها در سری‌های پنج‌تایی ادامه می‌یابد و پس از هر سری، تیراندازی که پایین‌ترین امتیاز را (در مجموع شلیک‌های مرحله نهایی) داشته‌باشد، حذف می‌شود. این روند، تا هنگامی که رده‌بندی به صورت کامل مشخص شود، ادامه می‌یابد. به عبارت دیگر، دو نفری که برای مدال طلا رقابت می‌کنند، در طول مرحله نهایی ۴۰ تیر (شامل هشت سری پنج‌تایی) شلیک خواهند کرد.
همچنین در مرحله نهایی، امتیازدهی دو حالته است. به عبارت دیگر، اگر تیر شلیک شده در محدوده امتیاز ۹٫۷ به بالا در سیستم امتیاز دهمی باشد، به عنوان شلیک موفق در نظر گرفته شده و یک امتیاز دارد. بنا بر این، امتیاز هر سری به صورت تعداد شلیک موفق از ۵ شلیک محاسبه می‌شود.

## رکوردداران در جهان و ایران
رکورد جهانی این رشته ۵۹۲ است که متعلق به الکسی کلیموف از روسیه می‌باشد و در سال ۲۰۱۲ در لندن به ثبت رسیده‌است.